# Prumnopitys standleyi
Prumnopitys standleyi là một loài thực vật hạt trần trong họ Thông tre. Loài này được (J.Buchholz & N.E.Gray) de Laub. miêu tả khoa học đầu tiên năm 1978.